# Wembley Wizards
Les Wembley Wizards (magiciens de Wembley) est le surnom donné aux joueurs de l'équipe d'Écosse de football qui ont battu 5-1 l'équipe d'Angleterre de football le 31 mars 1928 à Wembley, lors d'un match de British Home Championship.

## Contexte
Lors du British Home Championship de 1928, l'Écosse et l'Angleterre ont déjà joué leurs deux premiers matches, pour des résultats peu convaincants : d'une part, 2 défaites pour l'Angleterre contre l'Irlande 2-0 à Belfast et contre le Pays de Galles 2-1 à Burnley et d'autre part, 1 défaite et 1 match nul pour l'Écosse, 1-0 contre l'Irlande à Glasgow et 2-2 contre le Pays de Galles à Wrexham.
Les dernières confrontations entre les deux équipes ont souvent tourné à l'avantage de l'Écosse, l'Angleterre ne les ayant battus qu'une seule fois durant toute la décennie des années 1920. Toutefois, cette victoire anglaise 2-1 est intervenue au Hampden Park, lors de leur dernière confrontation, pendant l'édition précédente du British Home Championship.
D'autres confrontations récentes entre des équipes représentatives des footballs anglais et écossais ont eu lieu durant l'année 1928. La Scottish Football League XI s'est inclinée 6-2 contre la Football League XI (en) à Hampden Park le 10 mars 1928. Les Anglo Scots (joueurs écossais évoluant dans le championnat anglais) et les Home Scots (joueur écossais évoluant dans le championnat écossais) se sont affrontés pour un match nul 1-1 le 13 mars 1928.
L'annonce de la composition de Écosse a été accueillie avec surprise et plutôt froidement par les commentateurs de l'époque. Certains cadres ne sont présents, tels que David Meiklejohn, Jimmy McGrory, Bob McPhail et Willie McStay et les joueurs évoluant dans le championnat anglais s'y taillent la part du lion, avec pas moins de 8 sélectionnés. Tom Bradshaw y est appelé pour la première fois et on note le retour de Hughie Gallacher alors qu'il n'a pas pu jouer depuis 2 mois pour cause de blessure.
Les médias écossais reçoivent avec peu de ferveur l'annonce de la composition, le Daily Record déclarant même qu'« il ne s'agissait pas d'une grande équipe » (« it's not a great side »). Il y est souligné le fait que les joueurs anglais sont à la fois plus talentueux (notamment Dixie Dean, le très prolifique attaquant d'Everton) mais aussi plus athlétiques, d'autant plus comparé à la petite taille des attaquants écossais (Alex Jackson, Jimmy Dunn, Hughie Gallacher, Alex James et Alan Morton, tous en dessous d'1,70 m).
Néanmoins, l'enthousiasme autour de ce match a grandi auprès des supporteurs écossais et 11 trains spéciaux furent affrétés pour emmener les spectateurs écossais de Glasgow à Londres, le vendredi veille du match. Une forte pluie est tombée sur Londres ce qui fait l'état du terrain n'est pas pour déplaire aux petits gabarits écossais.

## Le match
Le match débuta sur les chapeaux de roue : dès le coup d'envoi, les Anglais eurent une belle occasion avec Billy Smith (en) qui tira sur le poteau des buts écossais gardé par Jack Harkness. Sur la contre-attaque, les Écossais inscrivirent le premier but dès la 3e minute d'une tête d'Alex Jackson sur un centre de la gauche d'Alan Morton.
Les hautes performances de ces deux attaquant écossais, situés sur les ailes, obligèrent la défense anglaise à adopter une tactique dangereuse avec les défenseurs centraux venant souvent prêter main-forte aux défenseurs latéraux afin de les bloquer. Ceci eut pour effet de libérer de l'espace dans l'axe dans profiter les attaquant centraux écossais, Jimmy Dunn, Hughie Gallacher et Alex James.
Pendant presque toute la première période, cette tactique sembla payante, la défense anglaise réussissant à repousser toutes les tentatives écossaises jusqu'à la 44e minute, juste avant la mi-temps, quand Alex James inscrivit le deuxième but écossais, trompant le gardien anglais, Ted Hufton, d'un tir du gauche.
Les Écossais venaient de livrer une très bonne première période, mais les 45 minutes de la seconde période (toujours sous des conditions météorologiques difficiles) allaient entrer à tout jamais dans l'histoire du football écossais. Lors de cette seconde période, les Écossais élevèrent encore plus leur niveau de jeu et dominèrent outrageusement l'équipe d'Angleterre.
Le troisième but écossais intervint à la 65e minute, et constitue une copie presque conforme du premier but, avec un centre venant de la gauche d'Alan Morton (mais cette fois-ci encore plus excentré car il a centré pratiquement depuis le poteau de corner) et une tête victorieuse d'Alex Jackson.
Dix minutes plus tard, sur un bon service de Hughie Gallacher, Alex James marqua le 4e but écossais, s'assurant un doublé à titre personnel. Enfin, à la 85e minute, les deux compères Alan Morton et Alex Jackson signèrent une troisième action décisive, toujours sur le même modèle : un centre de Morton repris victorieusement de la tête par Alex Jackson, signant donc un triplé et portant le score à 0-5.
À une minute de la fin de la rencontre, les Anglais sauvèrent l'honneur par un coup franc direct de Bob Kelly que ne put arrêter Jack Harkness, portant le score à sa marque définitive, soit 1-5.
Au coup de sifflet final, les spectateurs rincés par la pluie, firent une ovation aux Écossais.

### La feuille de match
| 31 mars 1928 | Angleterre    | 1 - 5 | Écosse                                       | Wembley, Londres                             |                                              |
| 12h30 (WET)  | Bob Kelly 89e |       | Alex Jackson 3e 65e 85e · Alex James 44e 74e | Spectateurs : 80 868 Arbitrage : Willie Bell | Spectateurs : 80 868 Arbitrage : Willie Bell |

| Angleterre : |    |                                        |
|              |    |                                        |
| GK           | 1  | Ted Hufton (West Ham United)           |
| FB           | 2  | Roy Goodall (c) (Huddersfield Town)    |
| FB           | 3  | Herbert Jones (en) (Blackburn Rovers)  |
| RH           | 4  | Willis Edwards (en) (Leeds United)     |
| CH           | 5  | Tom Wilson (en) (Huddersfield Town)    |
| LH           | 6  | Henry Healless (en) (Blackburn Rovers) |
| RW           | 7  | Joe Hulme (Arsenal)                    |
| IR           | 8  | Bob Kelly (Huddersfield Town)          |
| CF           | 9  | Dixie Dean (Everton)                   |
| IL           | 10 | Joe Bradford (Birmingham City)         |
| LW           | 11 | Billy Smith (en) (Huddersfield Town)   |

| Écosse : |    |                                      |
|          |    |                                      |
| GK       | 1  | Jack Harkness (Queen's Park)         |
| FB       | 2  | James Nelson (Cardiff City)          |
| FB       | 3  | Tommy Law (Chelsea)                  |
| RH       | 4  | Jimmy Gibson (Aston Villa)           |
| CH       | 5  | Tom Bradshaw (Bury)                  |
| LH       | 6  | Jimmy McMullan (c) (Manchester City) |
| RW       | 7  | Alex Jackson (Huddersfield Town)     |
| IR       | 8  | Jimmy Dunn (Hibernian)               |
| CF       | 9  | Hughie Gallacher (Newcastle United)  |
| IL       | 10 | Alex James (Preston North End)       |
| LW       | 11 | Alan Morton (Rangers)                |

## Conséquences et postérité
Quand il lui fut demandé de commenter le match, l'attaquant écossais Alex James se contenta de sourire et déclara : « On aurait pu en mettre dix ! » (We could have had ten!).
Les journaux écossais, qui avaient fait preuve de grande frilosité avant le match, firent leur mea culpa, à l'instar du Glasgow Herald dont un article déclara :

« Le manque de poids de l'attaque écossaise était vu comme un handicap, mais nos attaquants firent preuve de tant d'habileté et de talent que leur déficit athlétique n'a eu que si peu d'influence. »

Le capitaine écossais, Jimmy McMullan, déclara :

« Je veux insister sur le fait que tous nos attaquants ont fait preuve d'une grande intelligence sur le terrain. Toutefois, la tactique anglaise n'était pas bonne, dans le sens où leurs défenseurs se sont focalisés sur nos ailiers et ont laissé beaucoup d'espace à nos attaquants axiaux. C'est une tactique que l'on peut voir couramment en Angleterre. Elle n'est pas payante et je ne sais vraiment pas pourquoi ils insistent dans cette voie. »

Ce match, resté dans les mémoires écossaises, a eu aussi un impact auprès des Anglais. Un livre publié en 1945 par les propriétaires du Stade de Wembley et retraçant les hauts faits qu'il a pu accueillir en parle ainsi :

« Les fans anglais de football tremblent quand on leur évoque l'année 1928. L'ennemi héréditaire, les Écossais, vinrent à Wembley et donnèrent aux Anglais une véritable leçon de football, à tel point que cette équipe écossaise a gagné le surnom de Wembley Wizards et qu'on l'appelle encore aujourd'hui de cette manière. On aurait pu croire que l'Écosse tout entière était venue en ville assister au match et certains Écossais étaient même venus avec des escabeaux pour être sûrs de pouvoir rentrer dans le stade. Ceci eut pour conséquence que les alentours de Wembley avaient été transformés en forteresse imprenable. Le Roi et la Reine d'Afghanistan étaient aussi parmi les spectateurs qui ont pu voir les Écossais mettre les Anglais K.O. C'était sans aucun doute le jour de l'Écosse. Alan Morton des Glasgow Rangers et Alex Jackson d'Huddersfield puis de Chelsea étaient les ailiers de cette équipe et les défenseurs anglais ne pouvaient absolument rien faire contre eux… »

L'ancien joueur Ivan Sharpe, commentateur pour l'Athletic News (en), écrivit sur le moment : « L'Angleterre n'a pas seulement été battue mais étrillée. Elle est tellement apparue inférieure à son adversaire, une équipe qui a produit un jeu encore plus beau et raffiné que j'aurais pu un jour m'attendre à voir. » Il est revenu sur cette déclaration plus de 30 ans après, déclarant qu'il n'avait pas revu depuis tout ce temps une équipe accéder à un tel niveau de jeu.
Les Wembley Wizards n'ont jamais été réalignés dans leur intégralité lors d'un autre match et Tom Bradshaw n'a pas connu d'autres sélections.